# Ёль (приток Северной Кельтмы)
Ёль — река в России, течёт по территории Усть-Куломского района Республики Коми. Течёт в широтном направлении с востока на запад по лесистой, ненаселённой, весьма заболоченной местности, особенно в низовьях. Устье находится в 14 км по правому берегу Северной Кельтмы на высоте 101 м над уровнем моря. Длина реки — 90 км, площадь водосборного бассейна — 673 км².

## Данные водного реестра
По данным государственного водного реестра России относится к Двинско-Печорскому бассейновому округу, водохозяйственный участок реки — Вычегда от истока до города Сыктывкар, речной подбассейн реки — Вычегда. Речной бассейн реки — Северная Двина.
Код объекта в государственном водном реестре — 03020200112103000015975.